# Toni Kolehmainen
Toni Kolehmainen est un footballeur finlandais, né le 20 juillet 1988 à Oulu. Il évolue au poste de milieu défensif.

## Palmarès
- Inter Turku
  - Vainqueur de la Coupe de Finlande en 2010.
  - Vainqueur de la Coupe de la Ligue finlandaise en 2012.